# Piazza Bengasi
Piazza Bengasi è una grande piazza della periferia meridionale di Torino. È situata nel quartiere Nizza Millefonti e segna il confine col Borgo San Pietro del Comune di Moncalieri. Prende il nome dalla città libica di Bengasi, in ricordo del passato coloniale italiano.
È uno snodo molto trafficato, dove confluiscono le arterie di via Nizza da corso Vittorio Emanuele II, corso Piero Maroncelli che porta al parco delle Vallere e alla direttrice radiale di corso Unità d'Italia, corso Traiano che punta verso Fiat Mirafiori percorrendo il confine sud del quartiere Lingotto, via Onorato Vigliani che percorre il quartiere di Mirafiori Sud, via Sestriere di Moncalieri che dopo un paio di chilometri porta a Nichelino e corso Roma di Moncalieri, che porta al parco delle Vallere, sempre a Moncalieri.

## Storia
Nel 1911 nella piazza, estremo sud-est del sistema viario cittadino, nacquero due nuovi casotti che ospitavano alloggi e uffici delle guardie daziarie, in quanto la nuova Cinta daziaria di Torino passava proprio per la piazza, sulla via che porta a Moncalieri e Nichelino. Tra il 1929 e il 1931, a seguito dell'incremento della popolazione della zona, venne eretta la scuola elementare Re Umberto I (in onore del re Umberto I di Savoia), che fu inaugurata dal nipote Umberto II di Savoia. La scuola era all'epoca molto moderna, con sistema di riscaldamento centralizzato e servizi igienici rivestiti in ceramica; inizialmente contava diciotto aule, che però in brevissimo tempo furono portate a trentadue. A partire dal 1º gennaio 1973, le imposte daziarie furono abolite con l'istituzione dell'IVA e il casotto superstite, di proprietà comunale, perse la sua funzione e venne venduto.
La piazza, attualmente in via di riorganizzazione a seguito dell'apertura del nuovo capolinea della metropolitana, vedrà accompagnare l'intervento infrastrutturale dalla risistemazione del mercato rionale, temporaneamente trasferito sulla sede centrale di via Onorato Vigliani, dalla creazione di un parcheggio d'interscambio. 
La fine dei lavori della metropolitana, prevista inizialmmente per il secondo semestre del 2019, é inizialmente slittata a fine anno 2020, slittando ulteriormente a febbraio 2021. Il 10 di questo stesso mese è avvenuta l'inaugurazione ufficiale da parte delle autorità e il prolungamento della metropolitana è stato aperto al pubblico il 23 aprile 2021.
È inoltre allo studio l'ipotesi di dotare la piazza di una fermata del servizio ferroviario metropolitano di Torino.

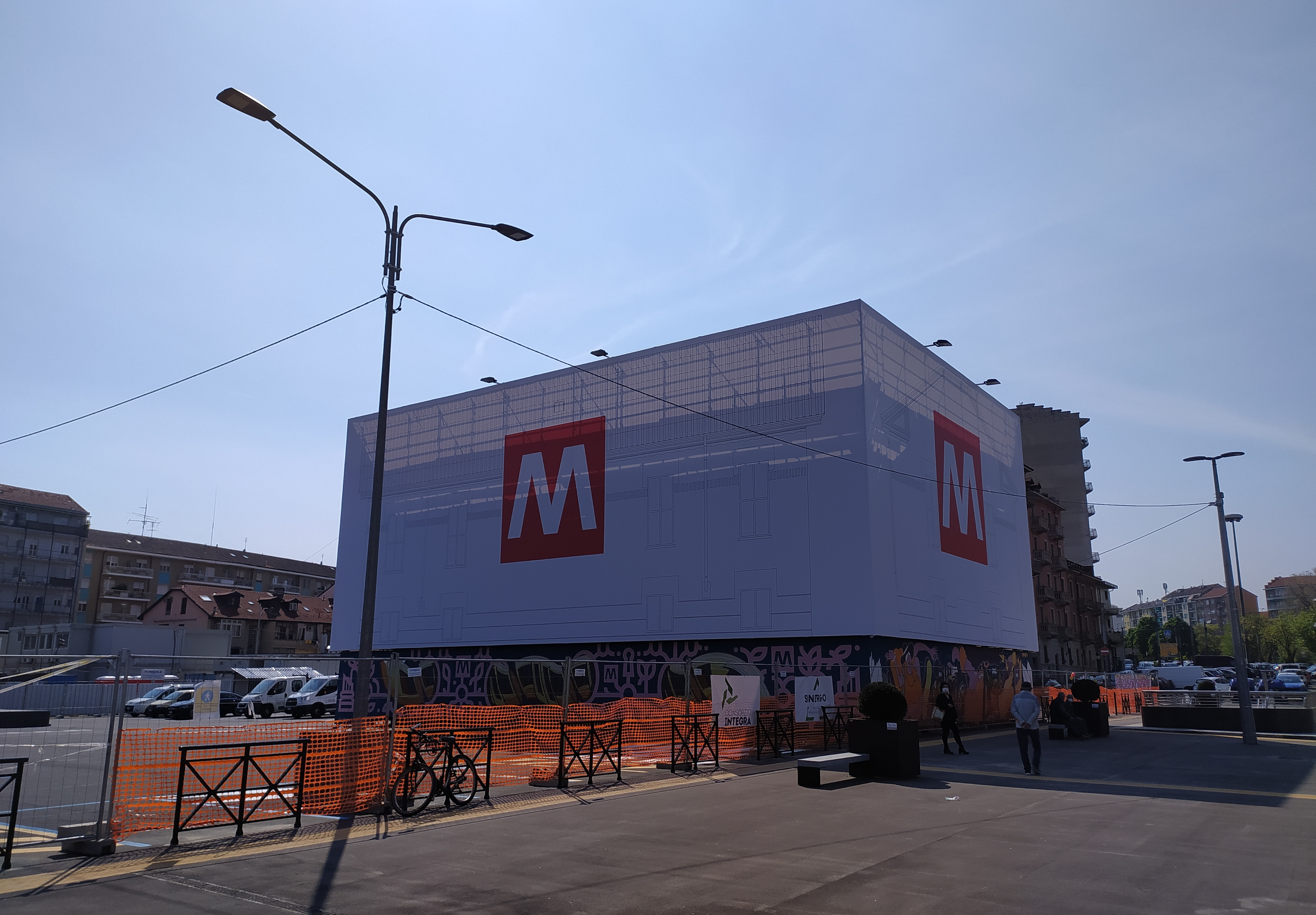
Ingresso metropolitana Piazza Bengasi

## Fonologia
La pronuncia corretta è piazza "Bengàsi", con l'accento sulla "a", tuttavia i torinesi la pronunciano "Bèngasi", un uso talmente invalso da rendere in città l'esatta pronuncia pressoché assente.
Curiosamente, un'altra piazza cittadina, sita all'estremo opposto di Torino, nel quartiere Regio Parco, ha subìto lo stesso destino: si tratta di piazza Sofia, la cui corretta pronuncia di piazza "Sòfia" è generalmente sostituita da quella di "Sofìa".